# Eduard Ender
Eduard Ender, né le 3 mars 1822 à Rome et mort le 28 décembre 1883 à Londres, est un peintre autrichien.

## Biographie
Ender est le fils du peintre Johann Ender, de qui il reçoit sa première éducation artistique. Il suit les cours de l'Académie des beaux-arts de Vienne (notamment auprès de son oncle Thomas Ender) où il se lie d'amitié avec Joseph Selleny. Ils entreprennent ensuite un voyage dans le Tyrol du Sud, en Lombardie et à Venise. Il trouve bientôt son propre style dans la peinture d'histoire.
Le talent de l'artiste se révèle dans ses compositions maîtrisées avec des notes de poésie et de vie, toutefois ses contemporains critiquent parfois sa palette de coloris.
Une rue de Vienne dans le quartier de Meidling est dédiée en 1922 à la famille Ender, la Endergasse.

## Œuvre
- François Ier dans l'atelier de Benvenuto Cellini
- Shakespeare, au château de la reine Élisabeth  en train de lire "Macbeth"
- L'Exposition des dessins de Hogarth
- L'Empereur Joseph rencontre Mozart
- L'Anecdote de l'œuf de Colomb
- Schiller au palais de Weimar
- Rembrandt dans son atelier
- La Partie d'échec
- Le Tasse à la cour de Ferrare (1852)

## Illustrations

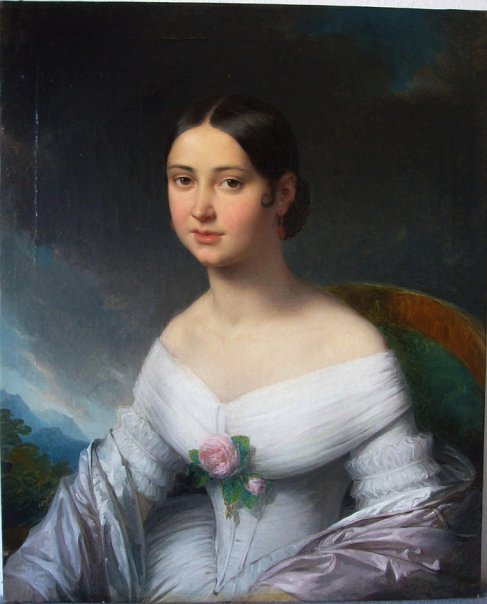
Jeune fille à la rose
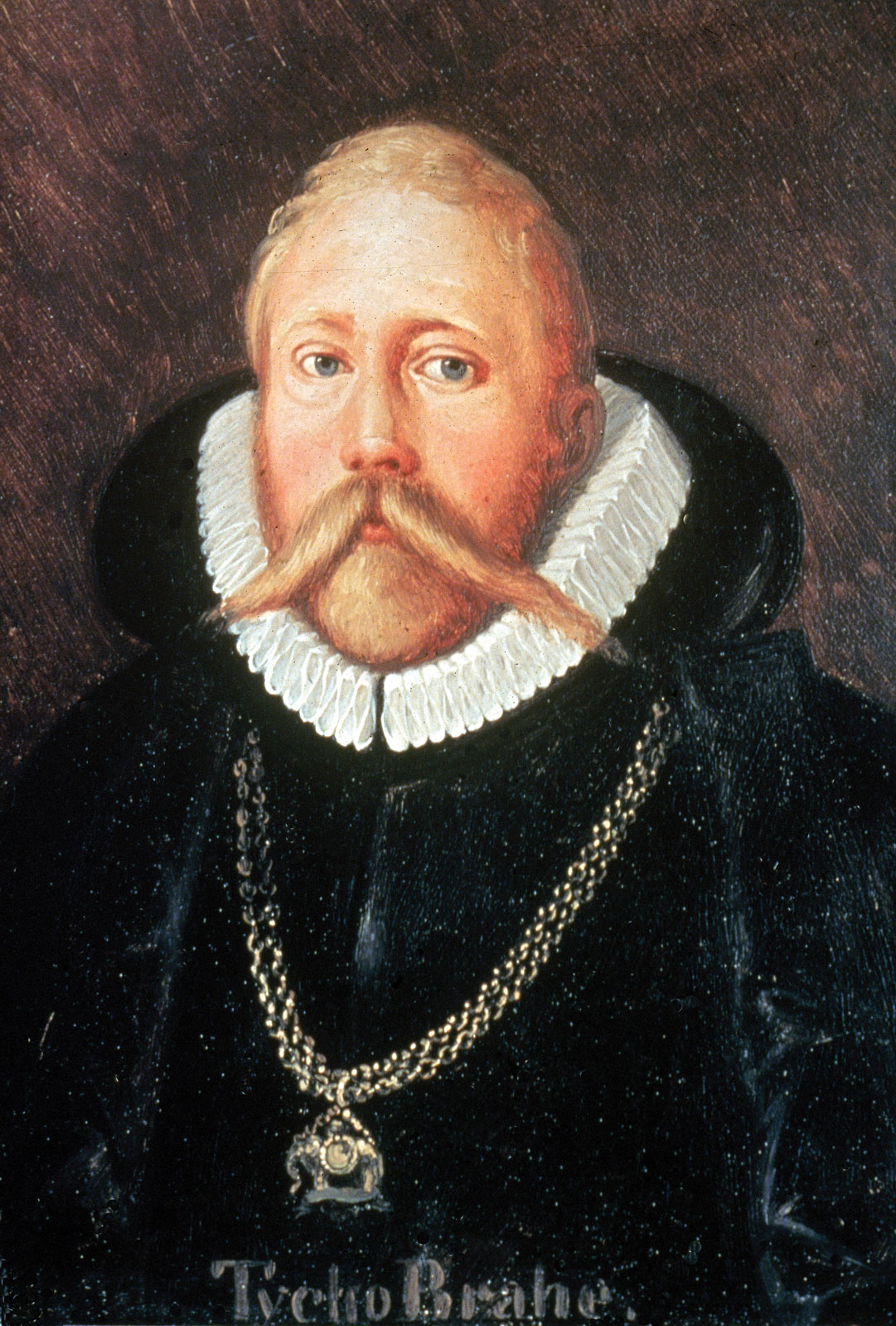
Portrait de Tycho Brahe
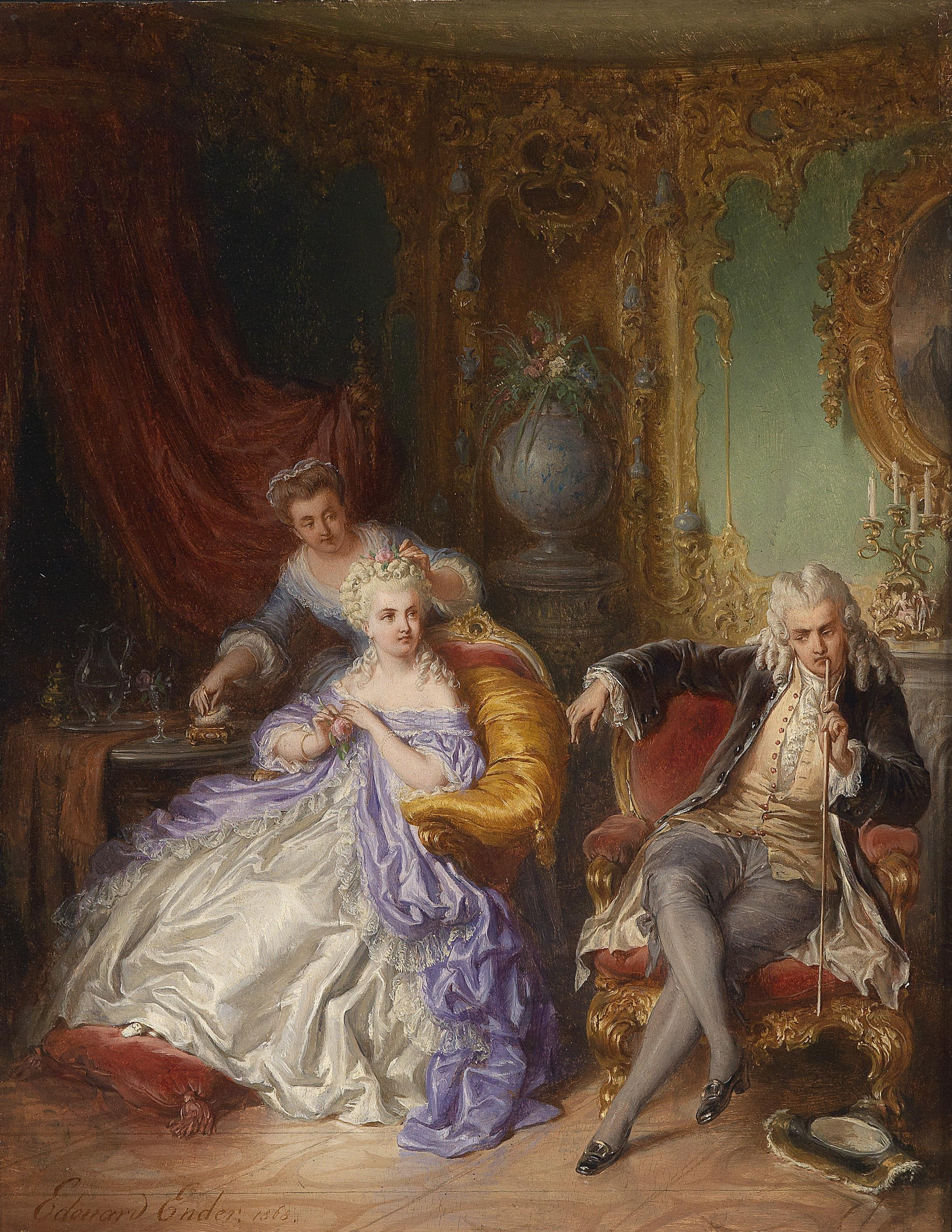
Scène galante (1868)
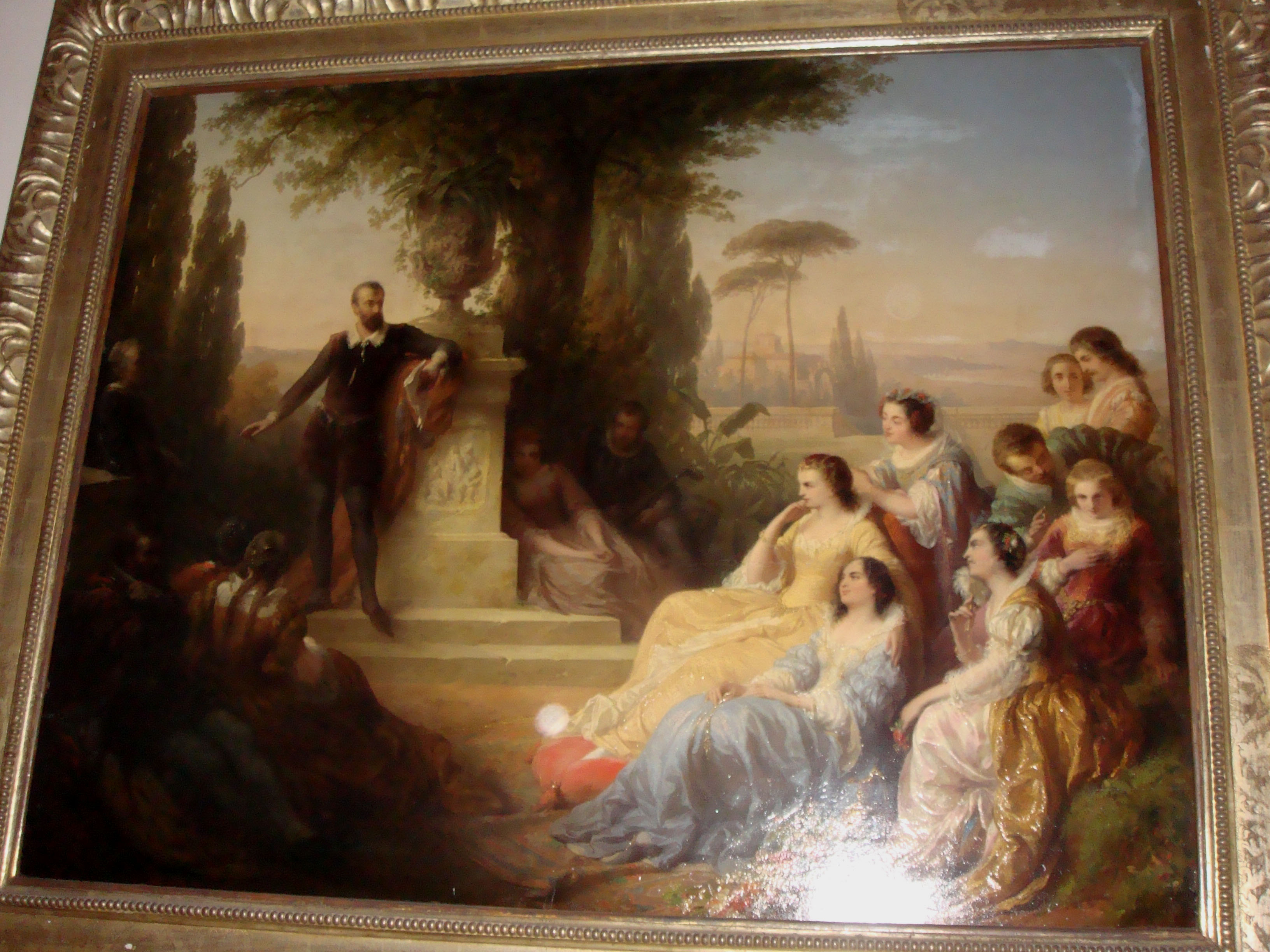
Le Tasse à la cour de Ferrare (1852)
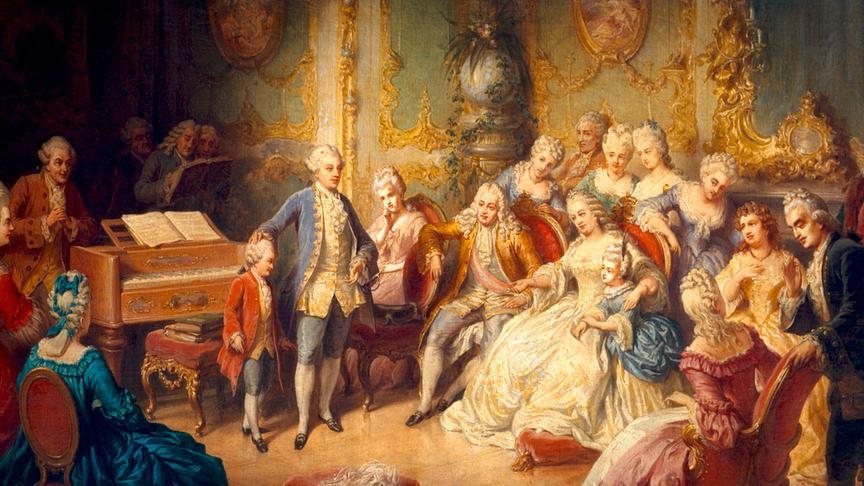
Audience de Mozart avec l'empereur François Ier et Marie-Thérèse (1869)